# Koń oldenburski

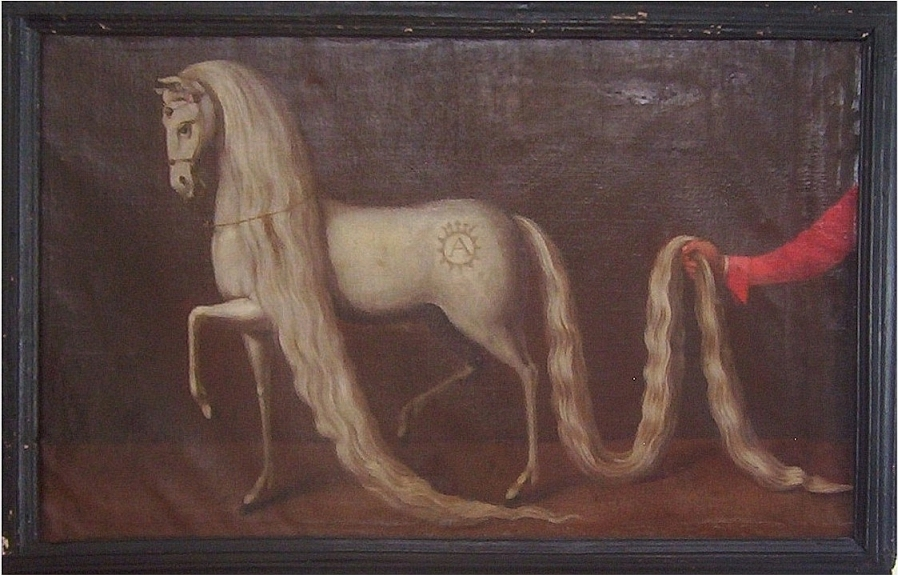
Ogier Kranich - protoplasta rasy

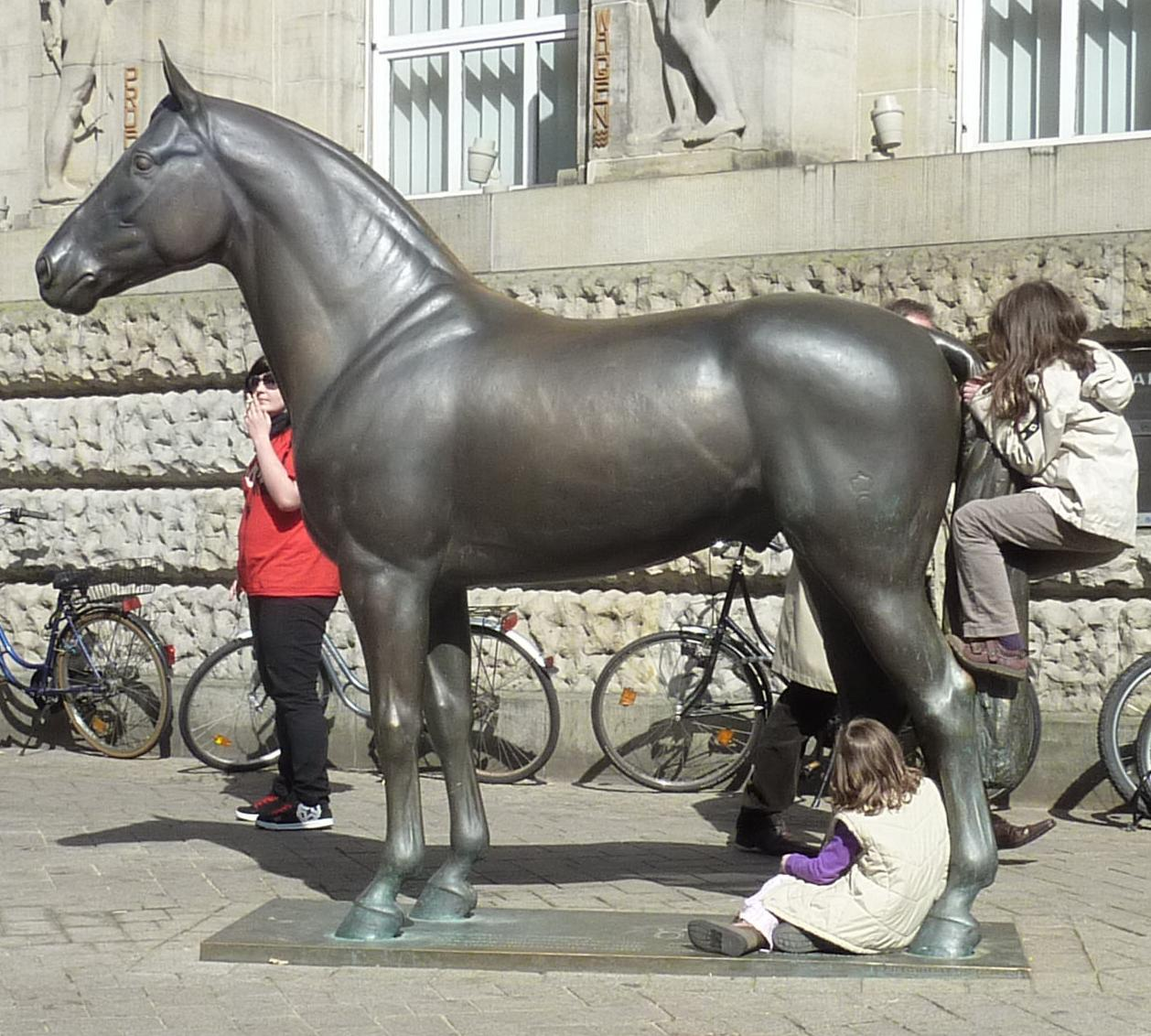
Ogier Donnerhall - pomnik w Oldenburgu

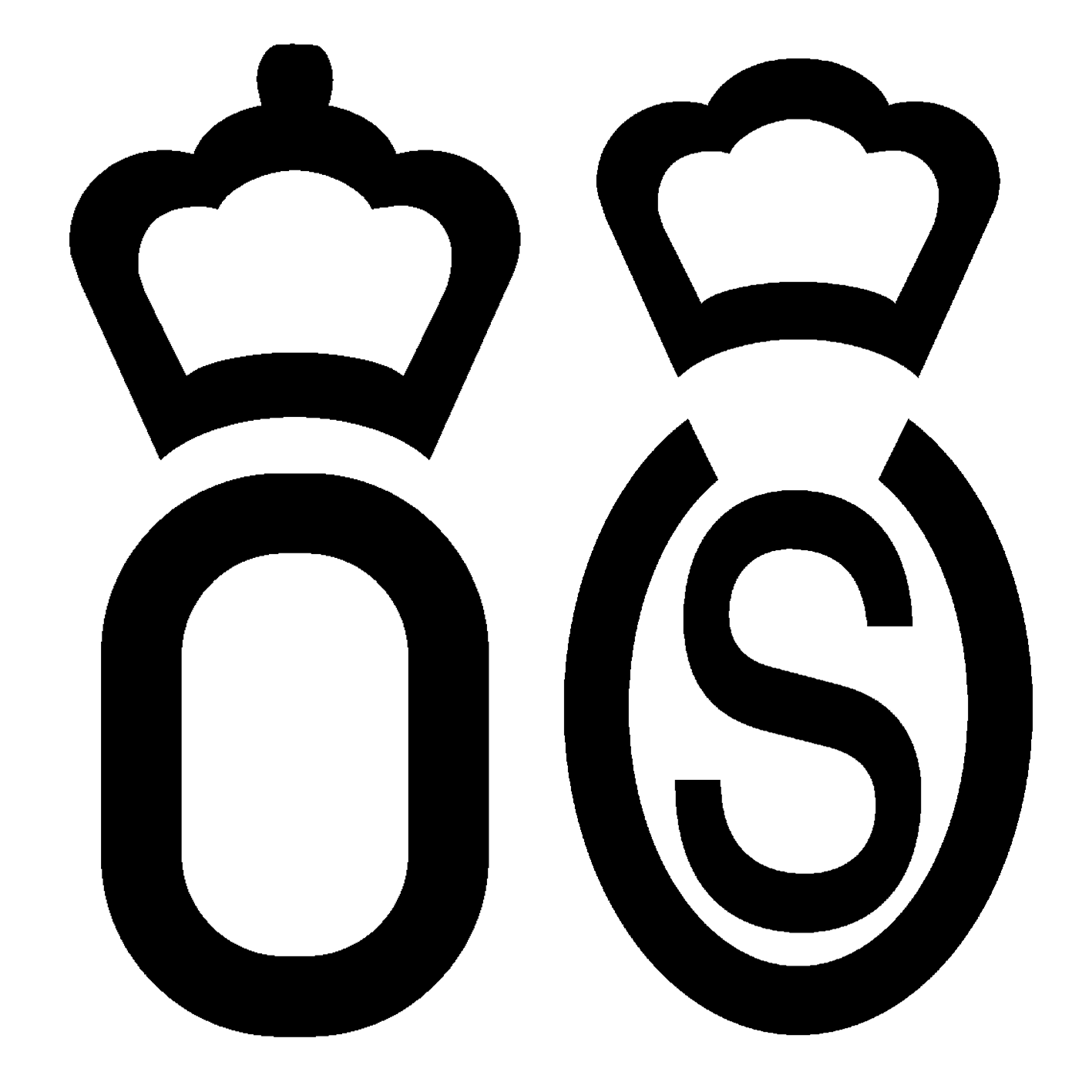
Koń oldenburski - wypalane piętno (prawy znak dla koni z hodowli „skoczków")

Koń oldenburski (oldenburg, oldenburger) – rasa konia gorącokrwistego wyhodowana w XVII w., głównie dzięki wysiłkom księcia Antona Günthera von Oldenburg.

## Opis
Koń oldenburski to najcięższa spośród niemieckich ras gorącokrwistych. Współcześnie jest to nowoczesny koń sportowy z cechami wskazującymi na uszlachetnianie rasami lżejszymi. Jest on szczególnie przydatny w skokach przez przeszkody, ujeżdżeniu i powożeniu.

## Historia
Rasa powstała w XVII w. w regionie Oldenburg i Fryzji Wschodniej i  opierała się na starych fryzyjskich koniach z regionu między Wezerą a granicą holenderską krytych ogierem półkrwi. Powstanie rasy przypisuje się księciu Antonowi Güntherowi von Oldenburgowi, który importował, uważane wówczas za najlepsze i najcenniejsze w Europie, konie hiszpańskie i neapolitańskie, posiadające krew konia berberyjskiego. 
Była to rasa koni wozowych, oraz do wykorzystania w rolnictwie. Przez stulecia hodowcy dostosowywali rasę do rynku, wybierając konie z najlepszymi cechami i prowadzili selektywną politykę hodowlaną, by zapewnić jednorodny typ. W XVII w. Oldenburger miał typowy wysoki chód koni powozowych. Jego ramiona były wystarczająco strome, by leżało na nich chomąto. W przeciągu kolejnych stu lat stał się eleganckim koniem do jazdy konnej i powożenia. Początek rasie dał w 1572 ogier półkrwi "Kranich" pochodzący z najlepszej linii hiszpańskiej i klacze fryzyjskie. Wyglądem przypominał on konia rasy kladrubskiej. Później sięgnięto po konie hiszpańskie, berberyjskie, neapolitańskie i półkrwi angielskiej. W XIX w. do krzyżowania zastosowano reproduktory pełnej krwi, hanowerskie, normandzkie i Cleveland Bay w wyniku czego uzyskano ciężkie konie kareciane (karosjery) z militarnym wykorzystaniem w artylerii konnej. 
W 1923 założono Związek Hodowców Koni Oldenburskich. V., (niem.  Verband der Züchter des Oldenburger Pferdes e. V.. Na początku i w połowie XX w. podjęto pierwsze działania mające na celu poprawę hodowli poprzez wykorzystanie ogierów Lupus xx (1935) i Condor (1950), oraz Adonis xx (1959) co w latach 60. XX w. zaowocowało wyhodowaniem nowoczesnego konia wierzchowego.
W 2001 niezależne stowarzyszenie hodowli koni skokowych oddzieliło się od Stowarzyszenia Oldenburg. Działa ona pod nazwą Springpferdezuchtverband Oldenburg-International e. V. i hoduje międzynarodową rasę koni skokowych Oldenburg z własną księgą stadną.
W celu rozróżnienia rasy, skrót OS jest używany do hodowli koni skokowych, a skrót OL jest używany do hodowli przez Stowarzyszenie Hodowców Koni Oldenburg.
Do najbardziej utytułowanych koni oldenburskich należą:
- Bonfire – zdobywca czterech medali olimpijskich w tym złotego w indywidualny konkursie ujeżdżenia na letniej olimpiadzie w Sydney
- ogier Donnerhall - dwukrotny mistrz świata w ujeżdżeniu i ceniony ogier czołowy uhonorowany pomnikiem w Oldenburgu
- ogier Couleur Rubin - wielokrotny zdobywca prestiżowych nagród na sumę ponad 500 000 €[6]

## Pokrój
Konie tej rasy mają średniej wielkości głowę o profilu prostym lub lekko garbonosym z dobrze zaznaczonymi ganaszami, osadzoną na dobrze osadzonej i uformowanej szyi. Łopatki konia są długie i skośne. Kłąb jest mocny o średniej długości, czasami nieco miękki grzbiet. Zad u koni występuje lekko ścięty i dobrze umięśniony. kłoda – szeroka i głęboka.

### Kończyny
- kończyny u konia są suche i silne. Rasa ma dobrą mechanikę ruchu we wszystkich chodach.

### Umaszczenie
Umaszczenie zwykle skarogniade, kare lub gniade, rzadziej kasztanowate. 

## Hodowle
Hodowlę ukierunkowano na nowoczesny typ konia sportowego w konkurencjach skoków, ujeżdżenia i powożenia. 